# Rubek
Die Rubek (dänisch: Rubæk) ist ein Wasserlauf am Übergang der Landschaft Angeln zur Geest (Luusangeln) im Kreis Schleswig-Flensburg im nördlichen Schleswig-Holstein (Südschleswig).

## Verlauf
Der Bach entspringt westlich des Idstedter Waldes, verläuft von dort aus nach Westen und bildet streckenweise die Gemeindegrenze zwischen den Gemeinden Lürschau im Süden und Bollingstedt mit seinem Ortsteil Gammellund im Norden, ehe der Wasserlauf nach wenigen Kilometern in den Gammellunder See mündet, westlich des Sees setzt sich der Lauf als Jübek fort und mündet schließlich in die Treene. 
Der Bach fand erstmals 1701 schriftliche Erwähnung. Der Bach lag bis 1864 in der dänischen Arensharde. Das Präfix geht wahrscheinlich auf die Fischart dän. rødskalle (altdän. rude, dt. Rotauge, auch Plötze) zurück.